# Alice Jeunesse
Alice Jeunesse est une maison d'édition indépendante belge de littérature de jeunesse. Dirigée par Mélanie Roland, elle édite chaque année une trentaine de livres parmi ses 8 collections.

## Description

### Historique et récompenses
- 1995 : appelée "Alice Éditions"[1],[2], la maison d'édition est fondée par Michel de Grand Ry.
- 2001 : Alice Éditions crée une section jeunesse, c'est la naissance d'Alice Jeunesse.
- 2008 :  L'arche part à 8 heures, de Ulrich Hub remporte le Prix Tam-Tam dans la catégorie roman J’aime lire (7-11 ans).
- 2009 : L'arche part à 8 heures, de Ulrich Hub remporte le Prix Sorcières dans la catégorie romans 9-12. Parution de l'album La grande fabrique de mots[3][source insuffisante], de Agnès de Lestrade et Valeria Docampo le plus grand succès d'Alice Jeunesse à ce jour.
- 2010 : Les éditions Alice[4] ne se consacrent plus qu'à la publication d'ouvrages pour la jeunesse. Les éditions Alice laissent place à Alice Jeunesse.
- 2014[5] : La saga d'Éric Tasset, Thomas Passe-Mondes[6], est diffusée numériquement (format e-pub) par Primento[7].
- 2015 : Mélanie Roland reprend la tête de la maison d'édition. L'album Le voisin lit un livre, de Koen Van Biesen remporte le prix Bernard Versele[8][source insuffisante]. Le roman Toute seule dans la nuit de Sandrine Beau et Eva Chatelain remporte plusieurs récompenses dont le Prix Chronos France[9][source insuffisante].
- 2016[10],[11] : De nouveau récompensé, Toute seule dans la nuit remporte le Prix Chronos Suisse[12]. La Louve de Clémentine Beauvais et Antoine Déprez remporte le prix des Incorruptibles[13],[14][source insuffisante].
- 2021 : Une fin de loup, de Jérôme Camil, remporte le prix de Incorruptibles CP.
- 2022 : La classe des mammouths, de Jérome Poncin et Ian De Haes remporte le prix des Incorruptibles CE2/CM1.

### Ligne éditoriale
Forte d’une riche tradition belge dans l’illustration, Alice Jeunesse, qui s’ouvre également largement aux auteurs étrangers, privilégie émotion, plaisir et épanouissement personnel de l’enfant,, avec toute la force de l’imaginaire qui le fait grandir, intellectuellement et affectivement.
Alice Jeunesse est présente à la Foire du livre de Bruxelles (Belgique), au Salon Éducation (Belgique) et dans la plupart des foires internationales (Francfort (Allemagne), Bologne (Italie), New York (États-Unis d'Amérique), Taipei (Taïwan), etc.), et ses livres sont diffusés et traduits dans le monde entier.

## Les bestsellers

### Catégorie albums
- La grande fabrique de mots, Agnès de Lestrade & Valéria Docampo, Alice éditions, 2010[18]
- Le sais-tu? que tu ne dois pas tout savoir, Mylen Vigneault & Maud Roegiers, Alice éditions, 2018[19]
- Un livre, ça sert à quoi? , Chloé Legeay, Alice éditions, 2010[20]
- Et dans ta tête à toi, Jaume Marco, Alice éditions, 2011[21]
- La liste, Mylen Vigneault & Maud Roegiers, Alice éditions, 2020[22]
- Le collectionneur de sentiments, Jérome Le douze & Lea Vervoort, Alice éditions, 2015[23]
- Une fin de loup, Jérôme Camil, Alice éditions, 2019 [24]
- Un ange dans ma tête, Anja Klauss, Alice éditions, 2007 [25]
- La vie, c'est quoi?, Guillaume Aldebert & Maud Roegiers, Alice éditions, 2022[26]
- Saint-Nicolas, c'est qui celui-là?, Charlotte Bellière et Ian De Haes, Alice éditions, 2017[27]

### Catégorie romans
- L’arche part à 8 heures, Ulrich Hub & Jörg Mühle, traduction Emmanuèle Sandron, 2008[28]
- On n’a rien vu venir, Sandrine Beau , Séverine Vidal , Fanny Robin , Agnès Laroche , Annelise Heurtier , Clémentine Beauvais , Anne-Gaëlle Balpe, 2012[29]

- Interdit, Florence Jenner-Metz, 2011[30]
- Le garçon qui parlait avec les mains, Sandrine Beau & Gwenaëlle Doumont, 2015[31]
- Dans de beaux draps, Marie Colot, 2015[32]
- La classe des mammouths, Jérôme Poncin & Ian De Haes, 2020[33]
- Traquées, Sandrine Beau, 2021[34]
- La cascadeuse des nuages, Sandrine Beau, 2019[35]
- Toute seule dans la nuit, Sandrine Beau et Eva Chatelain, 2014[36]
- Je suis un autre, Anne-Gaëlle Balpe et Elice, 2013[37]

## Collections
Les collections d'Alice Jeunesse sont :
- Loupiot, collection de petits livres illustrés (16 × 16 cm) destinés aux 18 à 36 mois
- Albums, destinés aux 2 à 8 ans
- Salto, romans pour les enfants de 7-8 ans qui commencent à lire seuls[38]
- Primo, premiers romans, livres pour les enfants de 7 à 10 ans
- Deuzio, romans pour les enfants et adolescents de 10 à 13 ans
- Tertio, romans pour les adolescents de 13 à 16 ans
- Chapelier Fou, romans pour les jeunes adultes, à partir de 16 ans
- Fantasy/SF, romans de science-fiction et fantasy à partir de 16 ans
- Hors Collection, livres documentaires ou de fiction